# Kosovo ai Giochi paralimpici
Il Kosovo è presente ai Giochi paralimpici estivi dall'edizione che si tenne nel 2024 a Parigi, in cui partecipò inviando un atleta nella disciplina dell'atletica leggera paralimpica, il quale non ha ottenuto medaglie. Non ha mai partecipato ai Giochi paralimpici invernali.
Il Comitato Paralimpico del Kosovo è diventato membro del Comitato Paralimpico Internazionale il 16 luglio 2022.

## Medagliere

### Giochi paralimpici estivi
| Giochi      | Oro | Argento | Bronzo | Totale | Pos. |
| ----------- | --- | ------- | ------ | ------ | ---- |
| Parigi 2024 | 0   | 0       | 0      | 0      | -    |
| Totale      | 0   | 0       | 0      | 0      | 0    |